# San Salvador de Jujuy
San Salvador de Jujuy (phát âm tiếng Tây Ban Nha: [san salβaðoɾ de xuxuʝ]), thường được gọi là Jujuy và địa phương thường được gọi là San Salvador, là thành phố thủ phủ của tỉnh Jujuy ở phía tây bắc Argentina. Dân số của thành phố theo điều tra dân số năm 2001 là 237.751 người. Nếu vùng ngoại ô của nó được tính, con số này tăng lên đến khoảng 300.000 người.